# Montolivet
Montolivet – miejscowość i gmina we Francji, w regionie Île-de-France, w departamencie Sekwana i Marna.
Według danych na rok 1990 gminę zamieszkiwało 168 osób, a gęstość zaludnienia wynosiła 10 osób/km² (wśród 1287 gmin regionu Île-de-France Montolivet plasuje się na 1015. miejscu pod względem liczby ludności, natomiast pod względem powierzchni na miejscu 126.).